# IFRS 14
IFRS 14 «Счета отложенных тарифных корректировок» — международный стандарт финансовой отчетности, обнародован в 2014 году Советом по МСФО и начинает действовать с 01.01.2016 года, применяется на территории Российской Федерации приказом Минфина России от 17.12.2014 N 151н.
Стандарт устанавливает требования к учёту остатков по счету отложенных тарифных разниц, возникающих при предоставлении предприятием клиентам товаров или услуг по ценам или тарифам, являющимся предметом тарифного регулирования.

## История создания
В декабре 2012 года Совет по МСФО повторно активировал деятельность по проекту регулируемых тарифов, указав, что Совет по МСФО рассматривает  временный стандарт для предприятий, переходящих на МСФО до завершения комплексного проекта. 25 апреля 2013 был опубликован Предварительный проект ED/2013/5 стандарта «Счета отложенных тарифных корректировок», комментарии по самому проекту принимались до 4 Сентября 2013 года, а 30 января 2014 года был принят сам стандарт, и он применяется к объекту первой годовой финансовой отчетности по МСФО за период, начинающийся с или после 1 января 2016 года.

## Определения
Тарифное регулирование — ценообразование товаров и услуг для клиентов, которое является предметом надзора и/или утверждения органом, регулирующим тарифы.
Орган, регулирующий тарифы — уполномоченный орган, наделенный правом устанавливать обязательным для предприятия тариф. Орган, регулирующий тарифы, может быть третей стороной, включая собственный руководящий орган организации, если согласно нормативному правовому акту данный орган обязан устанавливать тарифы.
Остаток по счету отложенных тарифных разниц — сумма, отражающая сальдо по любому счету расходов (или доходов), которая не подлежит признанию в качестве актива или обязательства в соответствии с другими стандартами МСФО, но которая удовлетворяет критериям отсрочки признания, поскольку она уже включена или, как ожидается, будет включена в расчет тарифа (или тарифов), устанавливаемого(ых) органом, регулирующим тарифы, который(ые) может (могут) взиматься с клиентов.

## Применение
Стандарт применяется если только предприятие:
- ведёт деятельность, подлежащую тарифному регулированию
- признавала суммы, которые в её финансовой отчетности квалифицируются в качестве остатков по счету отложенных тарифных разниц.

Предприятие применяет настоящий стандарт в своей финансовой отчетности за последующие периоды, если и только если в своей первой финансовой отчетности по МСФО она признала остатки по счету отложенных тарифных разниц, выбрав применение требований настоящего стандарта.
Предприятие представляет в Отчете о финансовом положении сумму всех дебетовых и кредитовых остатков по счету отложенных тарифных разниц, 
а в Отчете о прибыли или убытке и прочем совокупном доходе чистое движение всех остатков по счету отложенных тарифных разниц за отчетный период, которые относятся к статьям, признанным в составе прочего совокупного дохода.
Отдельно показываются суммы статей, которые в соответствии с другими стандартами МСФО не будут впоследствии реклассифицированы в состав прибыли или убытка или будут впоследствии реклассифицированы в состав прибыли или убытка в случае соблюдения определённых условий.
Компания представляет в качестве отдельной статьи в разделе «Прибыль или убыток» Отчета о прибыли или убытке и прочем совокупном доходе, либо в отдельном Отчете о прибыли или убытке, оставшееся чистое движение всех остатков по счету отложенных тарифных разниц за отчетный период, исключая движения, которые не отражаются в составе прибыли или убытка, такие как суммы, относящиеся к приобретениям. Данная статья отчетности должна представляться отдельно от доходов и расходов, представляемых в соответствии с другими стандартами МСФО, посредством использования промежуточной итоговой суммы, представляемой до чистого движения остатков по счету отложенных тарифных разниц.

## Раскрытие информации
Раскрывается в примечаниях к финансовой отчетности следующая информация:
- тарифное регулирование, при котором устанавливаются цены, которые предприятие взимает со своих клиентов за поставляемые ею товары или оказываемые услуги
- влияние данного тарифного регулирования на финансовое положение, финансовые результаты и денежные потоки.